# Pilotrichella angustifolia
Pilotrichella angustifolia är en bladmossart som beskrevs av Theodor Carl Karl Julius Herzog 1916. Pilotrichella angustifolia ingår i släktet Pilotrichella och familjen Meteoriaceae. Inga underarter finns listade i Catalogue of Life.